# Antonio García
Antonio García (Madrid, 5 de junho de 1980) é um piloto espanhol de automobilismo.